# 袁姓
袁姓是中文姓氏，在《百家姓》上排59名。袁姓人在四川、华北和江南地区最具影响。总人口大约650万，占了当代中国人口的0.54%。

## 来源

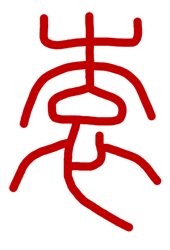
印章体“袁”字

## 郡望
- 汝南袁氏
- 陳郡袁氏

## 历史分布和迁移
自春秋末，袁姓一直活跃在河南一带。到汉朝，形成了以汝南郡汝阳县（今河南省汝南县）为中心的大姓。东汉初年，袁良仅为成武令，但从他的孙子袁安以下的四代人都做到太尉、司徒、司空的高位。由此开创了汝南袁氏。与袁良同名的袁良则成为陈郡袁氏的先祖，孙袁滂官至司徒。汝南袁氏和陈郡袁氏自东汉、曹魏、晋朝至南朝梁、南朝陈，人才辈出，权势显赫。至唐朝，与其它姓氏类似，袁姓者多以陈郡袁氏标榜。北宋时编撰的《新唐书》则将汝南袁氏和陈郡袁氏的同名先祖混为一人，至今仍有混淆。
宋朝时期，袁姓大约有26万人，以人数算宋朝第六十四位大姓。在全国的分布主要集中在于现在的四川、浙江、山西、江西四省。其次分布于江苏、河南、安徽和湖南。
明朝，袁姓大约53万，为明朝第三十六大姓。袁姓人口增长高于全国人口的增长，宋、元、明600年袁姓人口主要向东南和南部地区迁移，而四川地区的袁姓人口萎缩严重。明末，袁姓也进入了台湾。最近600年期间，袁姓人口流动的程度和方向与宋，元，明间有了很大的区别，由东南部向西部、华中、华北回迁。

## 当代袁氏分布
在全国的分布目前主要集中于四川，河北两省，大约占袁姓总人口的23%。江西、江苏、河南、浙江、湖北，这五省又集中了38%。袁姓分布很广，但不均衡。

## 延伸阅读
[在维基数据编辑]
 《百家姓》
 《欽定古今圖書集成·明倫彙編·氏族典·袁姓部》，出自陈梦雷《古今圖書集成》